# Chlorid vanaditý
Chlorid vanaditý, VCl3, je fialová pevná látka. Slouží jako prekurzor pro přípravu jiných sloučenin vanadu.

## Struktura
VCl3 má strukturu jodidu bismutitého, chloridové anionty jsou uspořádány do nejtěsnějšího hexagonálního uspořádání a vanadité ionty obsazují oktaedrické mezery. Stejnou strukturu mají i bromid a jodid vanaditý, ale VF3 se strukturou blíží spíše oxidu rheniovému. VCl3 je paramagnetický, má dva nepárové elektrony.

## Příprava a reakce
Chlorid vanaditý se připravuje zahříváním VCl4 na teplotu 160-170 °C v proudu inertního plynu, který odnáší vznikající chlor.
2 VCl4 → 2 VCl3 + Cl2
Zahříváním dochází k disproporcionaci:
2 VCl3 → VCl4 + VCl2
Zahříváním ve vodíkové atmosféře na teplotu 675 °C dochází k redukci:
2 VCl3 + H2 → 2 VCl2 + 2 HCl
Refluxem v THF a následnou krystalizací lze získat oktaedrický solvát VCl3(THF)3.

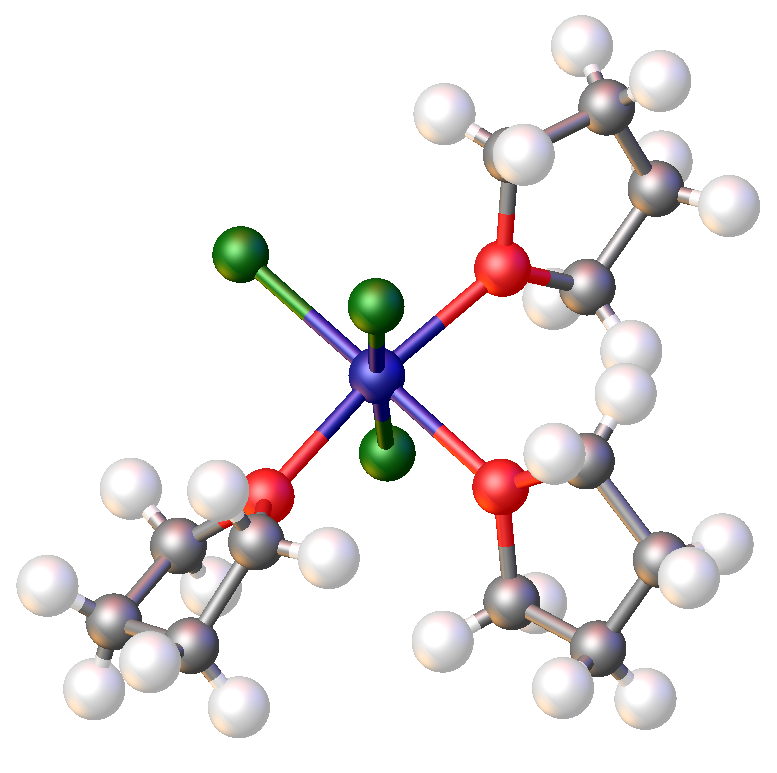
Struktura solvátu VCl_{3}(THF)_{3}